# Paris – Ein Fest fürs Leben

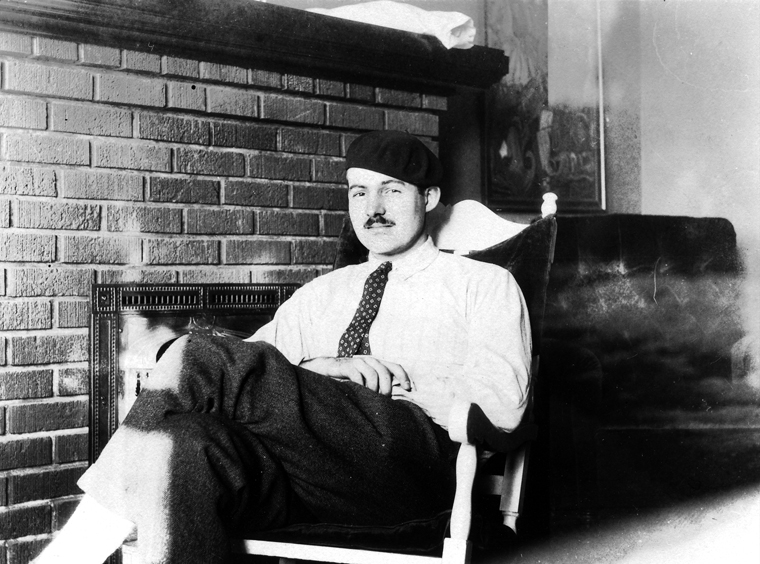
Hemingway um 1924 in Paris

Paris – Ein Fest fürs Leben sind Erinnerungen des amerikanischen Schriftstellers Ernest Hemingway, die postum 1964 unter dem englischen Titel A Moveable Feast erschienen. Hemingway beschreibt darin großteils sein Leben zwischen 1921 und 1926 in Paris. Im Vorwort lässt er offen, wie fiktional die kurzen Geschichten sind. Die Erinnerungen sind chronologisch geordnet und bauen zum Teil aufeinander auf. Das Buch entstand zwischen 1957 und 1960, kurz vor Hemingways Tod. In der vorletzten Erzählung kündigt er „lange nach dem Zweiten Weltkrieg“ gegenüber einem alten Pariser Bekannten an, diese Erinnerungen niederzuschreiben.
Die Schilderung der Stadt Paris, Begegnungen mit anderen Literaten, Reisen sowie die schwierige finanzielle Situation nach Hemingways Entschluss, nicht mehr journalistisch zu arbeiten, sind wiederkehrende Motive. Der Text enthält detaillierte Beschreibungen scheinbarer Nebensächlichkeiten, lebendige, aber oft nicht tiefgehende Dialoge sowie elliptische Sprünge.

## Inhalt
In der Geschichte Ein gutes Café auf der Place Saint-Michel schildert Hemingway den ersten kalten Winterregen. Die hygienischen Verhältnisse um Hemingways Hotel herum sind mangelhaft.
In Miss Stein belehrt kehrt Hemingway aus den Bergen nach Paris zurück und findet alles in bester Ordnung vor. Sein Hotelzimmer ist heizbar, der Preis fürs Feuerholz erschwinglich. Die Schriftstellerei geht voran. Zusammen mit seiner Ehefrau Hadley sucht er in der schreibfreien Zeit den Salon der Gertrude Stein in der 27 rue de Fleurus, westlich des Jardin du Luxembourg, auf. Miss Stein klärt Hemingway auf, wie er zu schreiben hat. Überdies berichtet Hemingway, in welchem Zusammenhang Gertrude Stein die berühmt gewordene Bezeichnung Lost Generation (Verlorene Generation) prägte.
In Menschen an der Seine äußert Hemingway sich lobend über die angelnden Männer. Er allerdings packt seine Ausrüstung an der Seine gar nicht aus, weil er in Spanien angeln möchte.
In Ein trügerischer Frühling lebt in Hemingways Wohnhaus die Kundin eines Ziegenhirten. Der Hirt kommt mit seiner Herde vorbei und füllt den Krug der Kundin.
In Hungern war eine gute Schule wird unter anderem über Hemingways Verwunderung erzählt, dass Deutschland das einzige Land sei, in dem er seine Werke verkaufen könne. Genau genommen an die Frankfurter Zeitung sowie Hermann von Wedderkop und das von ihm herausgegebene Magazin Der Querschnitt.
In der Geschichte Der Mann, der vom Tode gezeichnet war wird Hemingway vom Dichter Ernest Walsh und zwei ihn begleitenden Mädchen besucht. Alle drei kommen mit dem Dampfer direkt aus den Staaten nach Frankreich. Eines der Mädchen fragt Hemingway, ob er in einem Armenviertel wohne. Hemingway erwidert, er komme zurecht, indem er schreibe und auf Pferderennbahnen wette. Das sind in der Tat die beiden Hauptbeschäftigungen Hemingways – außer der dritten: Zusammen mit seiner geliebten Frau genießt er auf alle nur denkbaren Arten das Leben. Obwohl er meist arm ist, verkehrt er in Cafés, isst in Restaurants und reist im Winter in die Alpen. Aber mitunter erzählt er seiner Frau, die daheim beim Baby Mr. Bumby und der Katze F. Puss wartet, nur, wie ausführlich er gespeist habe, während er tatsächlich im Jardin du Luxembourg spaziert ist und gehungert hat.
Eine schwerelose Heiterkeit durchzieht die Geschichten des Buches, die Hemingway nicht nur über seine guten Freunde Ezra Pound, Gertrude Stein und ziemlich ausführlich über Scott Fitzgerald erzählen lässt. Es steht auch geschrieben, wie dem Dichter T. S. Eliot von Paris aus geholfen wird und wie sich Hemingway kurz mit James Joyce unterhält.

## Ausgaben
- Ernest Hemingway: A Moveable Feast. Charles Scribner’s Sons, New York, 1964. (Erstausgabe)

Auf Deutsch: Paris – Ein Fest fürs Leben. Übersetzung Annemarie Horschitz-Horst, Rowohlt, Reinbek bei Hamburg, 1965.
- Ernest Hemingway: A Moveable Fest. Restored Edition, published by Seán Hemingway, Scribner, New York 2009, ISBN 978-1-4165-9131-3.
- Ernest Hemingway: Paris – ein Fest fürs Leben. Neuübersetzung der Urfassung (Restored edition) von Werner Schmitz. Rowohlt, Reinbek 2011, ISBN 978-3-498-03008-7; als Taschenbuch 2012: ISBN 978-3-499-22702-8.

## Adaptionen
Episoden aus diesen Lebenserinnerungen wurden 1988 von Alan Rudolph unter dem Titel Wilde Jahre in Paris (The Moderns) verfilmt.